# Suluvlagstaartpapegaai
De suluvlagstaartpapegaai (Prioniturus verticalis) is een papegaai die voorkomt in het zuiden van de Filipijnen. Het is een ernstig bedreigde, endemische vogelsoort van de Sulu-eilanden.

## Kenmerken
De suluvlagstaartpapegaai wordt, exclusief de 50 tot 60 centimeter lange staartveren, 28 centimeter en heeft een vleugellengte van 18 centimeter. De vogel is de grootste vlagstaartpapegaai in de Filipijnen. Het mannetje en het vrouwtje verschillen enigszins van elkaar. Het voorhoofd, de nek en de zijkanten van de kop van het mannetje zijn helder blauwgroen. De kruin is blauw met een kleine rode plek in het midden. De hals en onderkant is geelgroen. De rug, stuit, vleugels en de staartveren zijn groen. De middelste staartpennen hebben een verlengde schaft en hebben aan het eind een soort zwarte vlag. De buitenste staartpennen zijn donkergroen en het onderste deel is turquoise blauw. De hand- en armpennen (van de vleugel) zijn kobaltgroen met groene randen. Het vrouwtje heeft geen blauwe kruin met rode plek. Tevens is de kop groener. Een juveniel lijkt sterk op een vrouwtje maar heeft geen of korte staartvlag. De snavel van de sulu-vlagstaartpapegaai is vaalblauw, de ogen vaalgeel tot bruin en de poten zijn grijs.

## Voortplanting en voedsel
Over de voortplanting van de suluvlagstaartpapegaai is niet veel bekend. Er is een nest waargenomen in een holle palmboom met een afgebroken top. Ook over het foerageergedrag is weinig bekend. In elk geval wordt de vogel niet als huisdier gehouden omdat hij geen rijst eet.

## Ondersoorten, verspreiding en leefgebied
Van de suluvlagstaartpapegaai zijn geen verschillende ondersoorten bekend. De soort was in de 19de eeuw te vinden op de eilanden Bongao, Manuk Manka, Sibutu, Tawi-Tawi en Tumindao die deel uitmaken van de Sulu-eilanden. Inmiddels is de vogel op Tumindao, Manuk Manka en Bongao waarschijnlijk uitgestorven. Mogelijk zijn er nog vogels op Sibutu, Tawi-Tawi, Buan, Tarawakan, Sanga-sanga en Parangan. Rond het jaar 2000 werd het aantal nog geschat op 1000 exemplaren. 
Het leefgebied bestaat uit bossen (ook uitgekapt bos), mangroven en bosranden, maar niet agrarisch gebied dat ver van bos verwijderd is.

## Status
De suluvlagstaartpapegaai heeft nu een zeer klein verspreidingsgebied en daardoor is de kans op uitsterven aanwezig. De grootte van de populatie werd in 2016 door BirdLife International geschat op 50 tot 250 volwassen individuen. Op het eiland Sibutu is geen ongerept regenwoud meer en ook op Sanga-sanga is weinig bos meer over. Op de eilanden zijn geen formeel beschermde gebieden en het wettelijk gezag is zwak. Om deze redenen staat deze soort als ernstig bedreigd (kritiek) op de Rode Lijst van de IUCN.